# Austrijski Lloyd
Austrijski Lloyd (nje. Österreichischer Lloyd, tal. Lloyd Austriaco od 1921. Lloyd triestino) je bilo prvo i najveće parobrodarsko društvo na Jadranu. Osnovano je u Trstu 1833. godine. Uzor mu je bio londonski Lloyd.
Austrijski je Lloyd osnovan kao ustanova i zajednica pomorskih osiguratelja i privrednika. I. sekcija ovog društva opskrbljivala je vijestima trgovce, osiguratelje i pomorce. 1836. godine dobio je II. sekciju, jer je djelatnost proširio i na parobrode. Tad su uz glavnicu od milijun forinta nabavili prvih šest parobroda izgrađenih u Engleskoj. III. sekcija izdaje od 1852. 
službeni glasnik Društva Annuario marittimo. Taj odjel Austrijskog Lloyda, literarno-umjetnički odjel (nje. Literarisch–artistische Abteilung des Österreichischen Lloyd, tal. Terza Sezione Letteraria Artistica del Lloyd Austriaco) djelovao je od 21. lipnja 1849. do 1928. godine. Ovo je dioničko društvo pri sebi imalo tiskaru, a glavnica je bila 50.000 guldena.
Djelatnici ovog ovoga društva bili su kapetani i ostala posada na brodu. Najvećim su dijelom bili iz istočnojadranskih krajeva gdje žive Hrvati, od Istre preko sjevernog hrvatskog primorja, Lošinja, Dalmacije do Boke kotorske. 1870. godine udio Hrvata u Austrijskom Lloydu bio je oko 80% Hrvata, od čega 33,5% iz Boke. Ističu se Andrija Verona, lučki kapetan Lloydova arsenala i Gaetan Florio, zapovjednik. Mnogo je kapetana bilo iz Prčanja, osobito iz roda Sbutega. Vremenom je udio Hrvata iz Boke narastao u sastavu nautičkoga osoblja na parobrodima Lloydova društva. Dio je došao do odgovornih mjesta uprave Društva. Prvi nautički inspektor u »Austrijskome Lloydu« bio je Marko Blaž Florio.
 

Austrijski je Lloyd jedan od uzroka propasti jedrenjaštva na istočnom Jadranu. Austrija je favorizirala tršćansku luku i njezino pomorstvo, osobito parobrodarstvo, dok je bila sasvim ravnodušna prema stanju trgovačke mornarice na ostalim dijelovima obale. Zato što je imao državnu potporu u politici i kapitalu, lakše je svladao krizu i slom jedrenjaka duge plovidbe 1880-ih. Ostali istočnojadranski krajevi pod austrijskom vlašću nisu dobili takvu pomoć, nego su naprotiv dobili još visoke i teške namete. Mnogi su tad rasprodali svoje jedrenjake. Tome je osobito pridonijelo što je Austrijski Lloyd odlučio graditi nove parobrode. Društvo je dobilo i dodatnu državnu protekciju. Već 1838. godine carska odluka zabranila je da kabotažnu plovidbu između austrijskih luka obavljaju, nego da to smije samo domaći. Otad je Lloyd postao jedini brodar na tom polju. 
Tada su mnogi pomorci nakon propasti svojih jedrenjaka počeli raditi u Austrijskom Lloydu, a s njima su se i njihove obitelji preselile u Trst. Osobito su to bili Hrvati iz Boke kotorske. 
Iskustvo hrvatskih pomoraca pomoglo je uspostavi prvih Lloydovih linija ka i na Levantu, u Indiji, Kini i Japanu. Procvat Austrijskog Lloyda uvelike je zasluga Hrvata.
Iako je mnogo zarađivao na Hrvatima, Austrijski Lloyd nije se zahvalno ponio prema tim krajevima. Gazzetta di Zara je tekstom iz 19. rujna 1850. napada Lloyd zbog takve politike. Prigovorila mu je da na prugu za Dalmaciju stavlja svoje najlošije brodove, premda je ta linija najrentabilnija.

## Vanjske poveznice
- Google Knjige Journal des Oesterreichischen Lloyd 1844, Triest, 1845. (nje.)